# Вайсенборн (Гессен)
Вайсенборн (нім. Weißenborn) — сільська громада в Німеччині, знаходиться в землі Гессен. Підпорядковується адміністративному округу Кассель. Входить до складу району Верра-Майснер.
Площа — 15,6 км2. Населення становить 986 ос. (станом на 31 грудня 2020).